# بردا ای.۹
بردا ای. ۹ (به انگلیسی: Breda_A.9) یک هواگرد ملخ‌پیشین تک‌موتوره از نوع هواگرد آموزشی ساخت شرکت Breda است. هواگرد بردا ای. ۹ نخستین پروازش را در ۱۹۲۸ میلادی انجام داد.